# Sarnano
Sarnano est une commune italienne d'environ 3 130 habitants, située au cœur des monts Sibyllins dans la province de Macerata, en région des Marches, en Italie centrale. Elle fait partie du club des plus beaux Villages d’Italie et a reçu la Bandiera Arancione du Touring Club Italiano.

## Géographie

### Territoire
Sarnano se dresse au pied des Monts Sibyllins, surplombé à l’ouest par les pics les plus septentrionaux de la chaîne, qui du côté oriental montrent leurs parois rocheuses abruptes, sillonnées par des vallées escarpées et des gorges. Le village est situé sur une colline à droite du torrent Tennacola, sur une langue de terre entre ce dernier et son affluent, le Rio Terro.
Le territoire, principalement vallonné, se situe à l’est entre les vallées, les bois et les champs cultivés. Vers le nord, les reliefs descendent dans l’ancien plan lacustre de Pian di Pieca (San Ginesio) datant du Quaternaire.

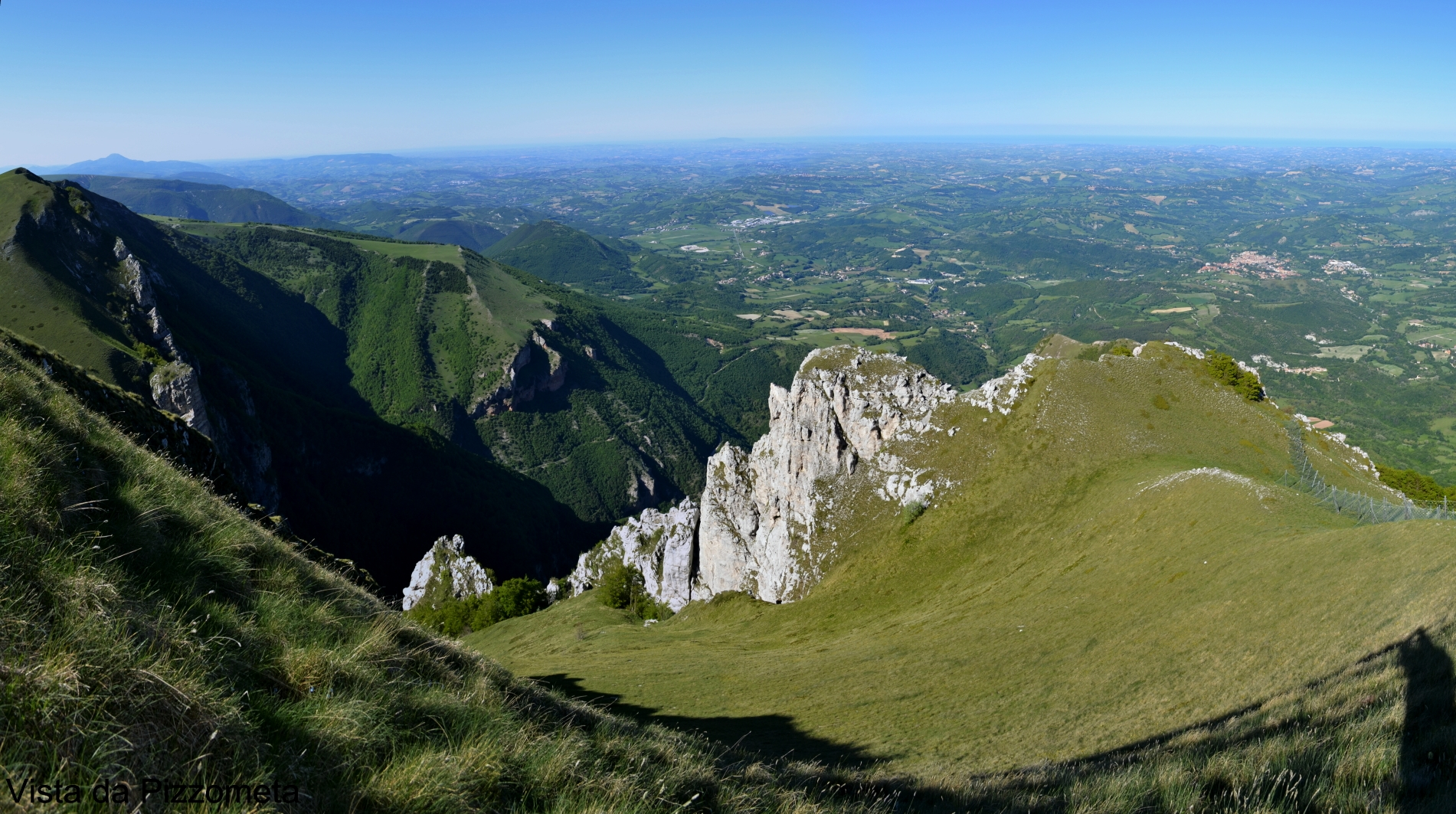
Vallée du Rio Terro.

La commune est fermée à l’ouest par les derniers sommets les plus septentrionaux des Monts Sibyllins : du Mont Castel Manardo (dont le sommet constitue le point le plus élevé de la commune), en continuant en direction nord vers le Mont Valvasseto, le Mont Sassotetto, le Pizzo di Meta, la Pointe de l’Araignée, la Dentelle de Chioggia. Sur les pentes de ces montagnes se trouvent les principaux torrents de la région : le Tennacola et le Terro, son affluent d’Ouest. Tous deux creusent des gorges entre les parois rocheuses escarpées des montagnes : le Tennacola traverse la Gorge des Tre Salti entre Castel Manardo et Mont Valvasseto ; le Terro creuse la Vallée de Jana entre le Pizzo di Meta et la Pointe de l’Araignée (Punta del Ragnòlo).
Au-dessus des parois escarpées de la Dentelle de Meta et de la Pointe de l'Araignée se trouvent les plateaux légers appelés Plan de l'Araignée, à la frontière avec Fiastra et Bolognola.

### Climat
Le climat de Sarnano est de type sub-apennin, avec des précipitations moyennes annuelles supérieures à 1000 mm. En hiver, en cas d’arrivée de froid du Nord-Est, sa position avec les Sibyllins derrière lui favorise le soulèvement orographique avec d'abondantes chutes de neige .
L’été est chaud et sec bien que les orages de chaleur soient fréquents.

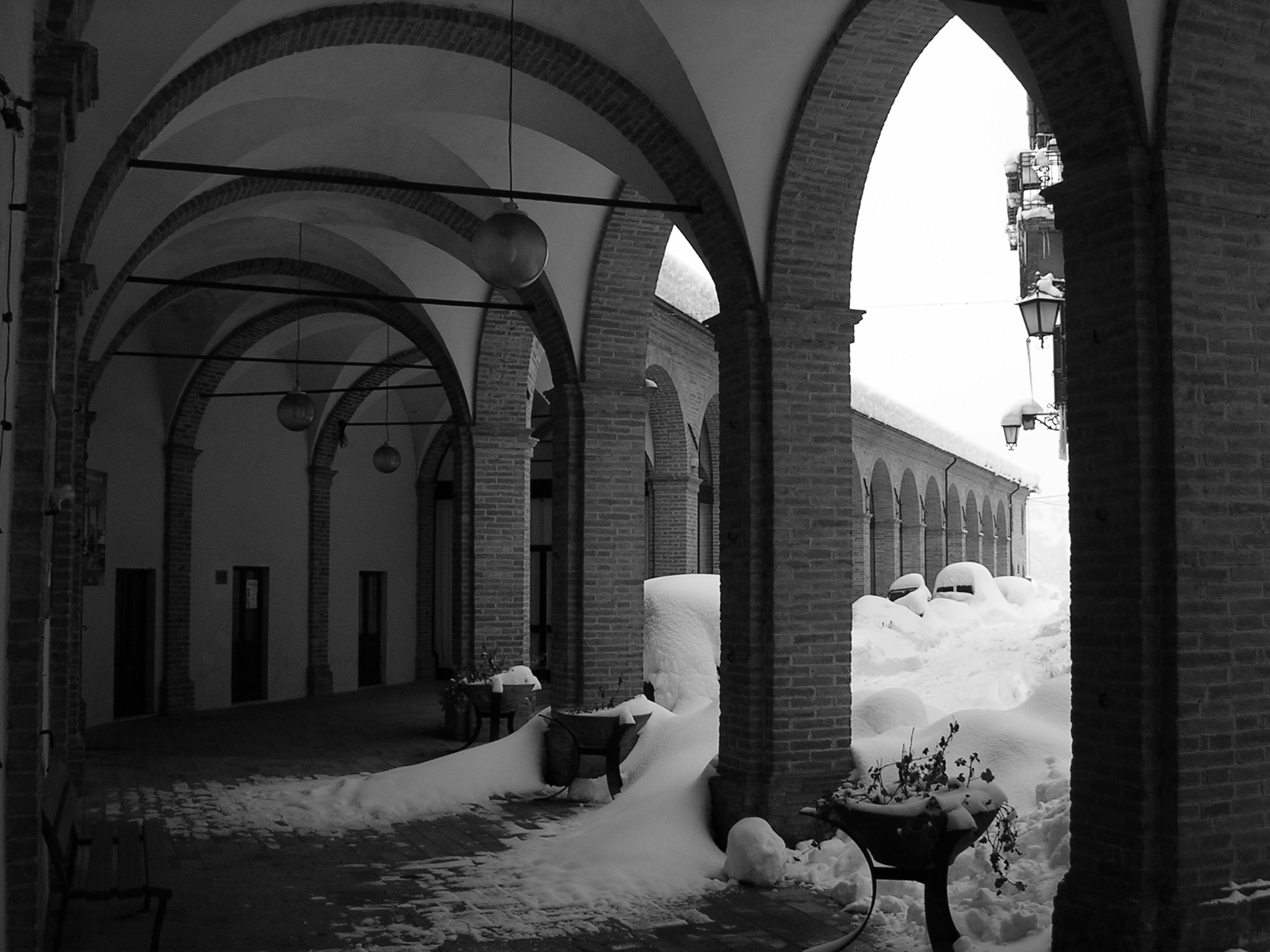
Le Loggiato sous la Neige

## Histoire

### Origine du nom
Au moins trois hypothèses ont été formulées concernant l’étymologie du toponyme :
- origine étrusque : le morphème -ar recourt dans la langue étrusque en relation avec des lieux riches en eau courante ou des terrains creusés par l’eau. Le nom pourrait faire allusion à l’emplacement du village entre les deux torrents Terro et Tennacola. L’Abbaye de Piobbico était également connue sous le nom de Santa Maria intra rivora ("entre les fleuves").

- origine latine : l’hypothèse la plus probable est qu’il est un toponyme prédictif, c’est-à-dire que le terrain porte un nom dérivé du nom de son propriétaire. Cette hypothèse est également corroborée par la présence du morphème -anum que l’on retrouve dans de nombreux noms de lieux en Italie centrale. Dans le cas présent, le nom devrait remonter à Sarnus, qui serait à relier à une attribution de terres aux vétérans d’Auguste.

- Selon une croyance populaire, Sarnano s’appelait autrefois Silvano, comme la divinité italique vénérée par les bergers et les paysans comme protecteur de la récolte et du bétail. Si cette hypothèse était vraie, le nom Silvano devrait cependant se référer plutôt à la colline sur laquelle a été érigé le château de Sarnano.

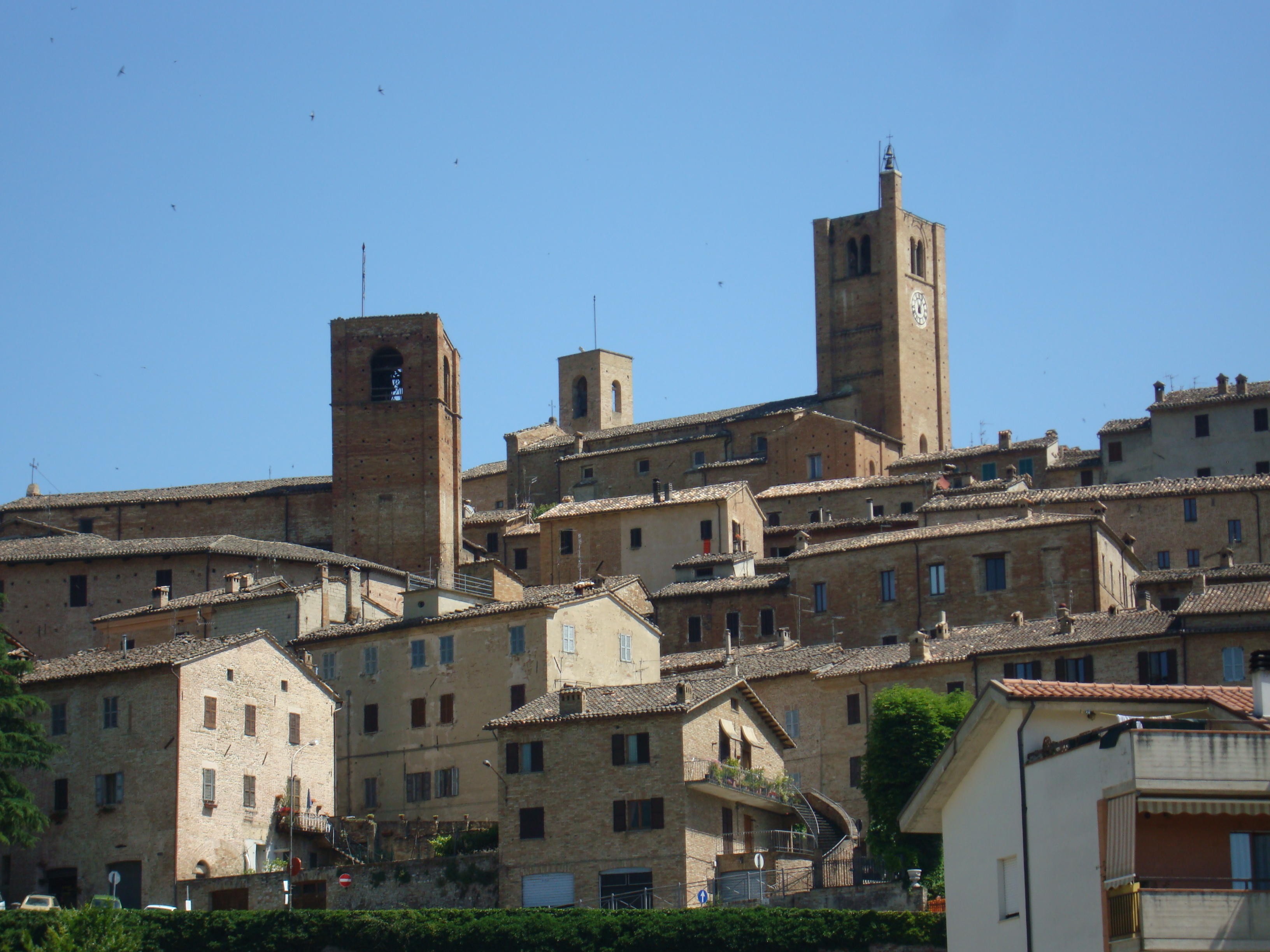
Les trois Tours de Sarnano

### Antiquité
Déjà les peuples Ombriens et les Picéniens ont habité la zone de Sarnano, riche en sources, bois et pâturages : des noms comme "Valle Jana" et "Tennacola" rappellent les anciennes divinités païennes Janus (Dieu Soleil pour les Picéniens) et Tinia (le Zeus étrusque); en outre, à la fraction Terro a été trouvé un cep ovale, probablement un autel païen, aujourd’hui connu comme "Pierre de Terro" ou "Œuf de Sarnano".
Au temps d’Auguste remontent par contre les cippes de centuriation romaine retrouvés dans le territoire : de l’inscription sur un cippe de frontière (Decumanus IIII, Cardo I-II-III) retrouvée entre Sarnano et Amandola, dans le hameau Pianelle, on déduit que le territoire était divisé en une zone centuriate et non centuriate, c’est-à-dire les territoires montagneux, dont les pâturages et les forêts restaient à disposition

## Monuments et patrimoine
Petit village médiéval devenu une commune autonome dans la seconde moitié du XIIIe siècle, Sarnano conserve encore plusieurs bâtiments d’importance historique.

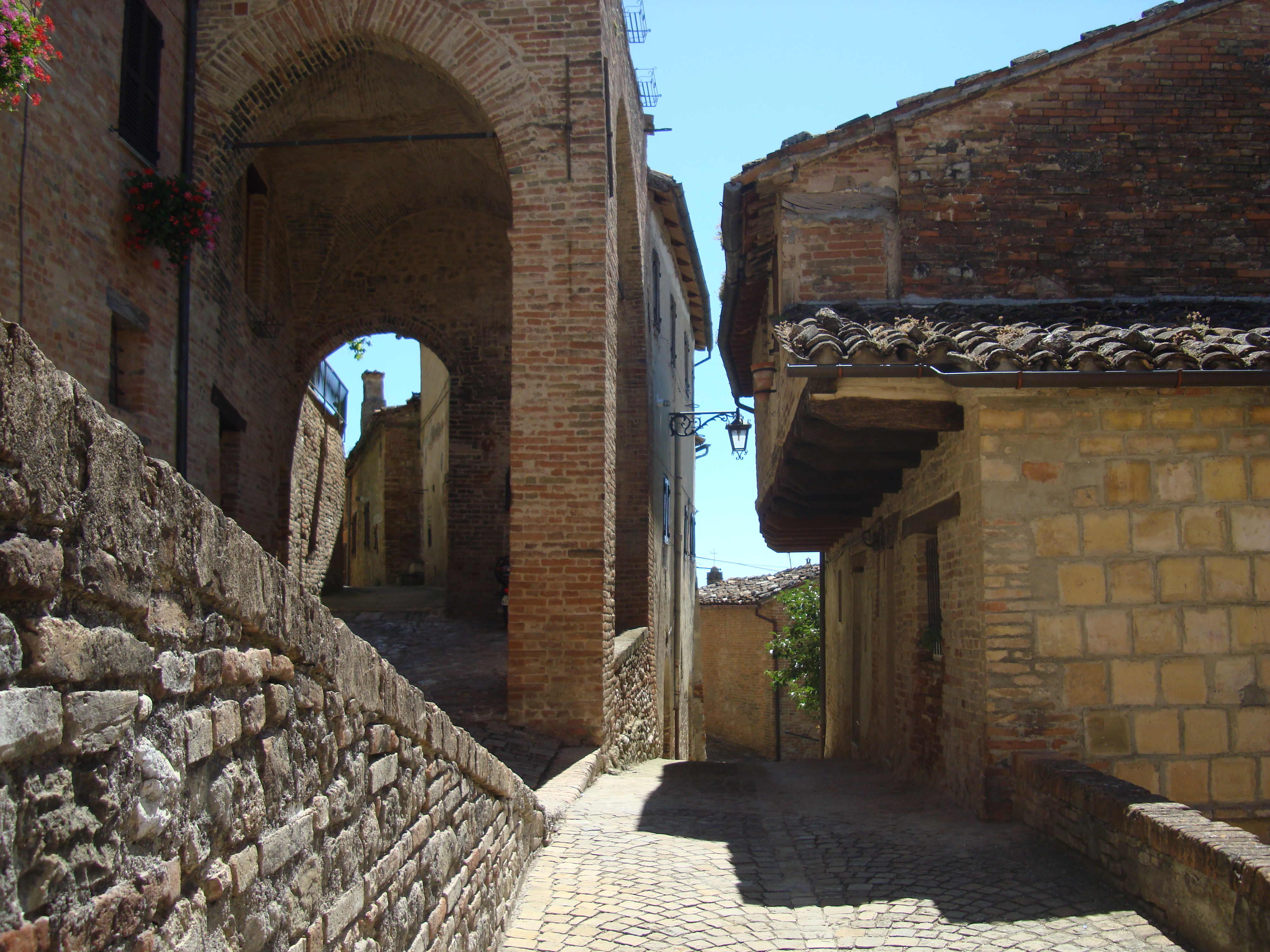
Arcade du Trecento

### Sur la Piazza Alta
- premier noyau de la ville, s'élèvent les Palais des Prieurs, Palais du Peuple (aujourd’hui Théâtre de la Victoire) et Palais du Podestat.
- l’église de Santa Maria di Piazza avec quelques œuvres d’art remarquables.

### Le Centre
Le Centre historique comprend :
- la Pinacothèque civique

Avec des œuvres du peintre Gothique de l’École de Camerino, Giovanni Angelo d'Antonio , du peintre Renaissant Vincenzo Pagani, du peintre Rococo, Ignazio Stern.

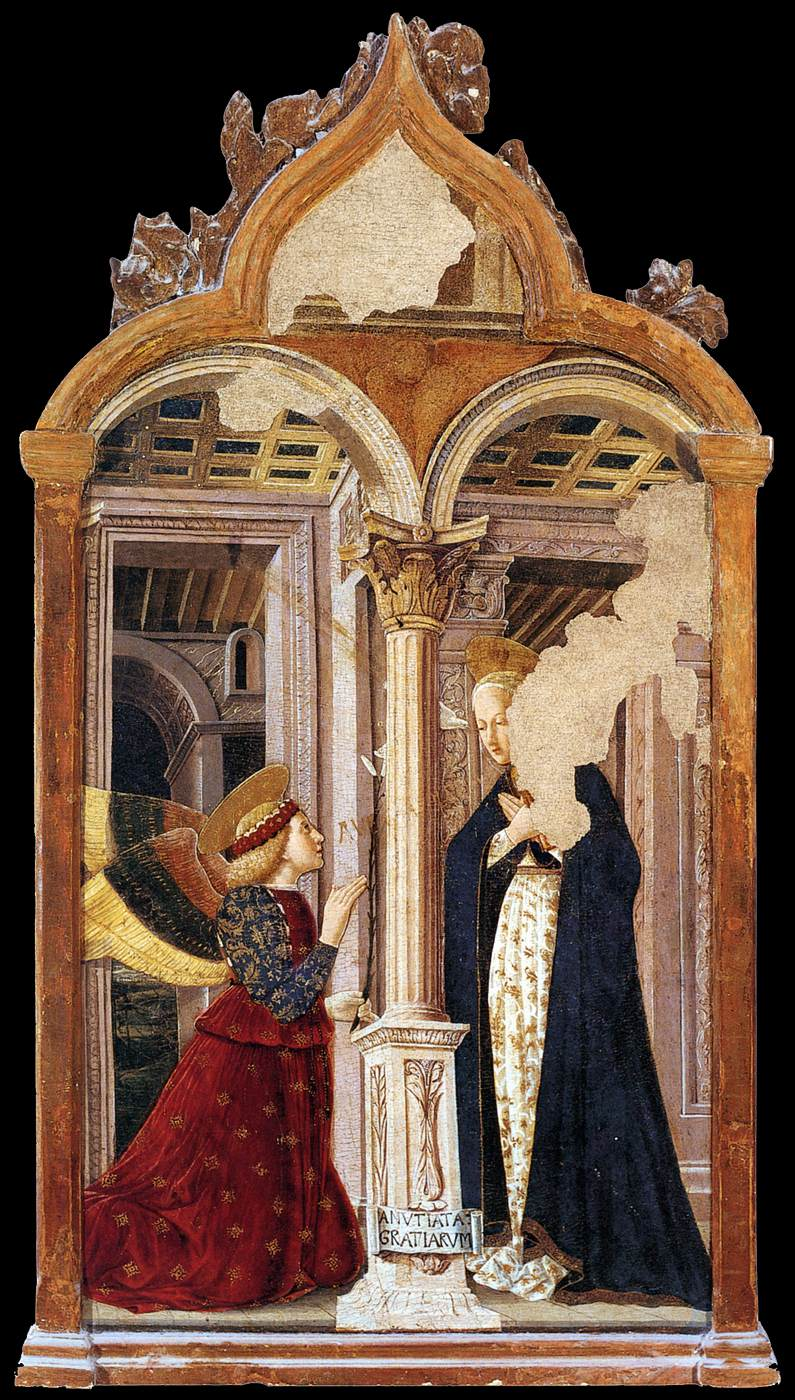
L’annonciation de Giovanni Angelo d'Antonio
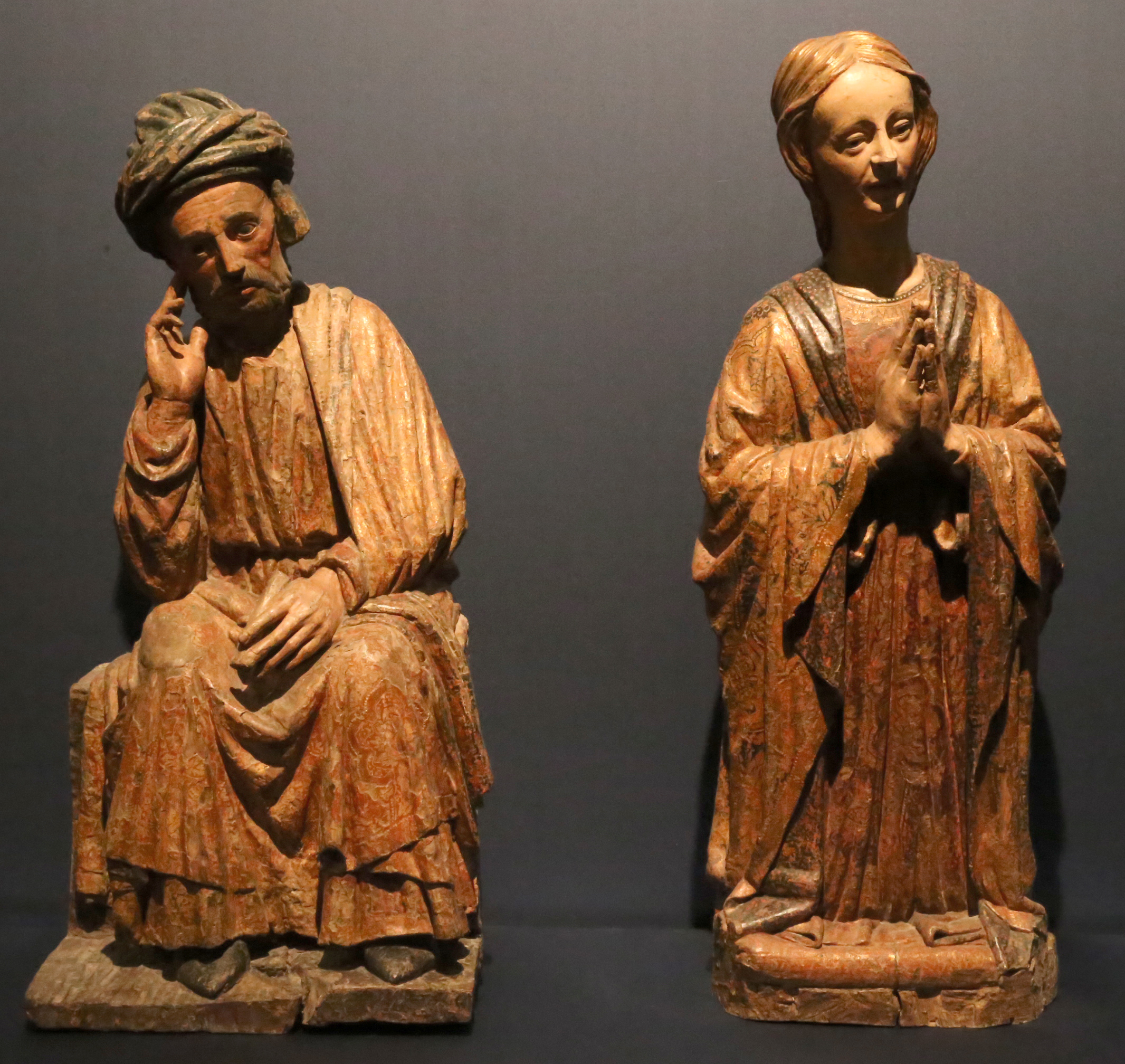
Madone en prière et saint Joseph, Maestro Domenico del Presepe, 1470.
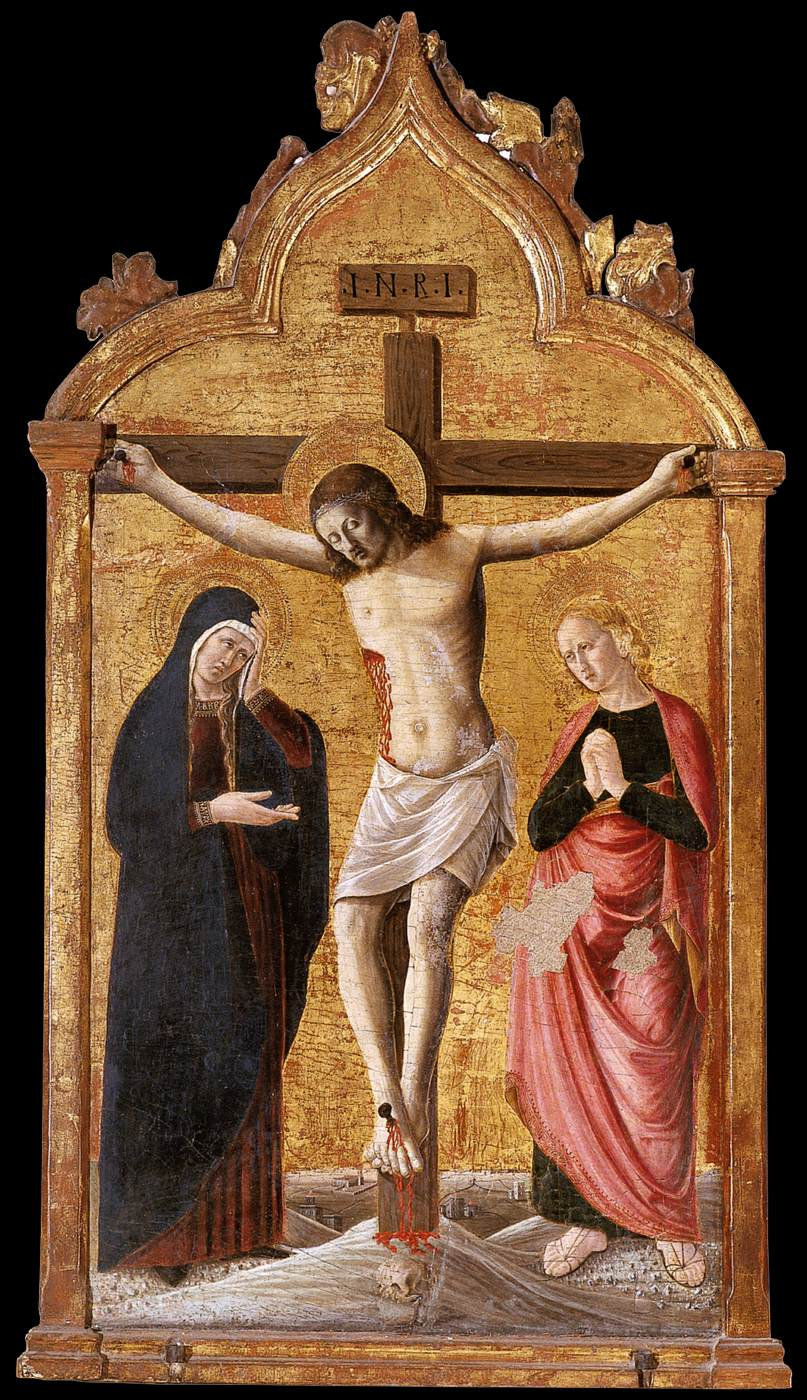
La Crucifixion, Giovanni Angelo d'Antonio

- la bibliothèque franciscaine

La bibliothèque communale de Sarnano, publique depuis 1868, remonte à la bibliothèque du couvent de Saint François entre 1327 et 1329, lorsque des frères mineurs franciscains du couvent de Roccabruna furent contraints de s’installer dans le village. Le patrimoine bibliographique de la Bibliothèque de Sarnano compte plus de 20 000 volumes, divisés en fond prieuré et fonds moderne avec 15 000 livres. On y trouve de nombreux manuscrits de l’ancienne bibliothèque du XIVe  et du XVe siècle et incunables.
- le Musée des armes anciennes et modernes
- le Musée du marteau
- le Musée de l’avifaune

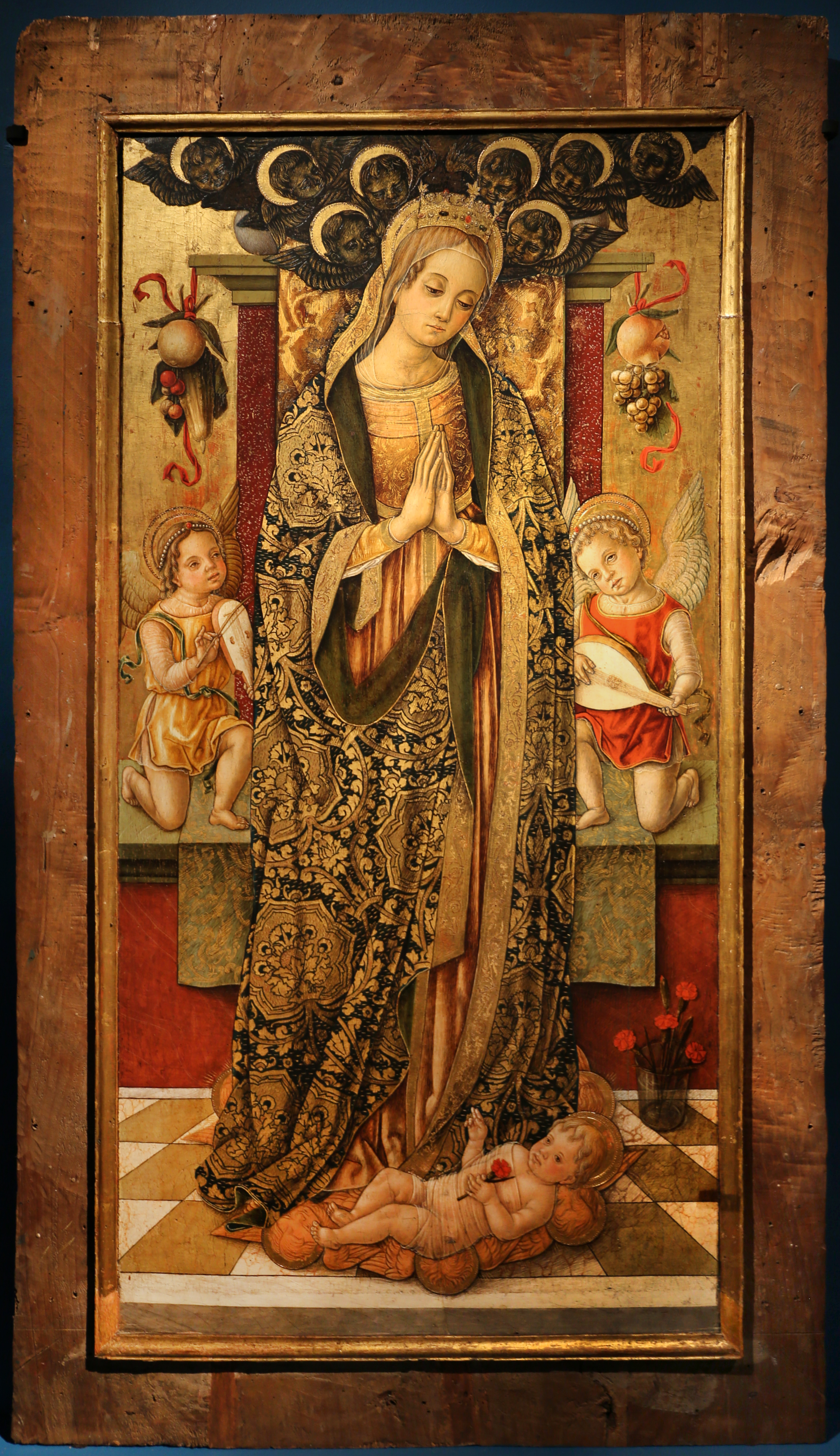
Madone en adoration avec Anges musiciens, Vittorio Crivelli, Pinacothèque civique de Sarnano
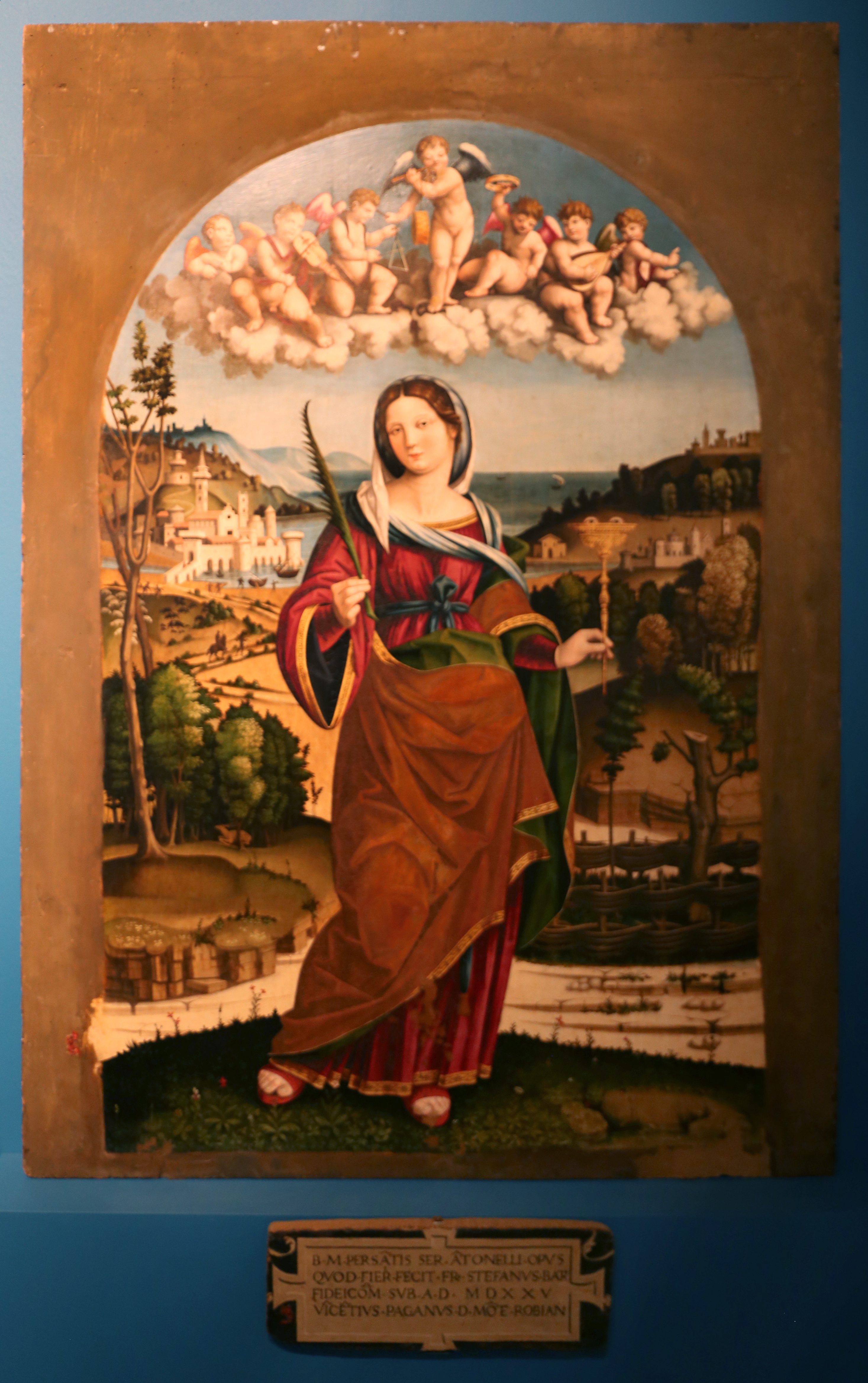
Sainte Lucie et Anges en Gloire, Vincenzo Pagani, 1525
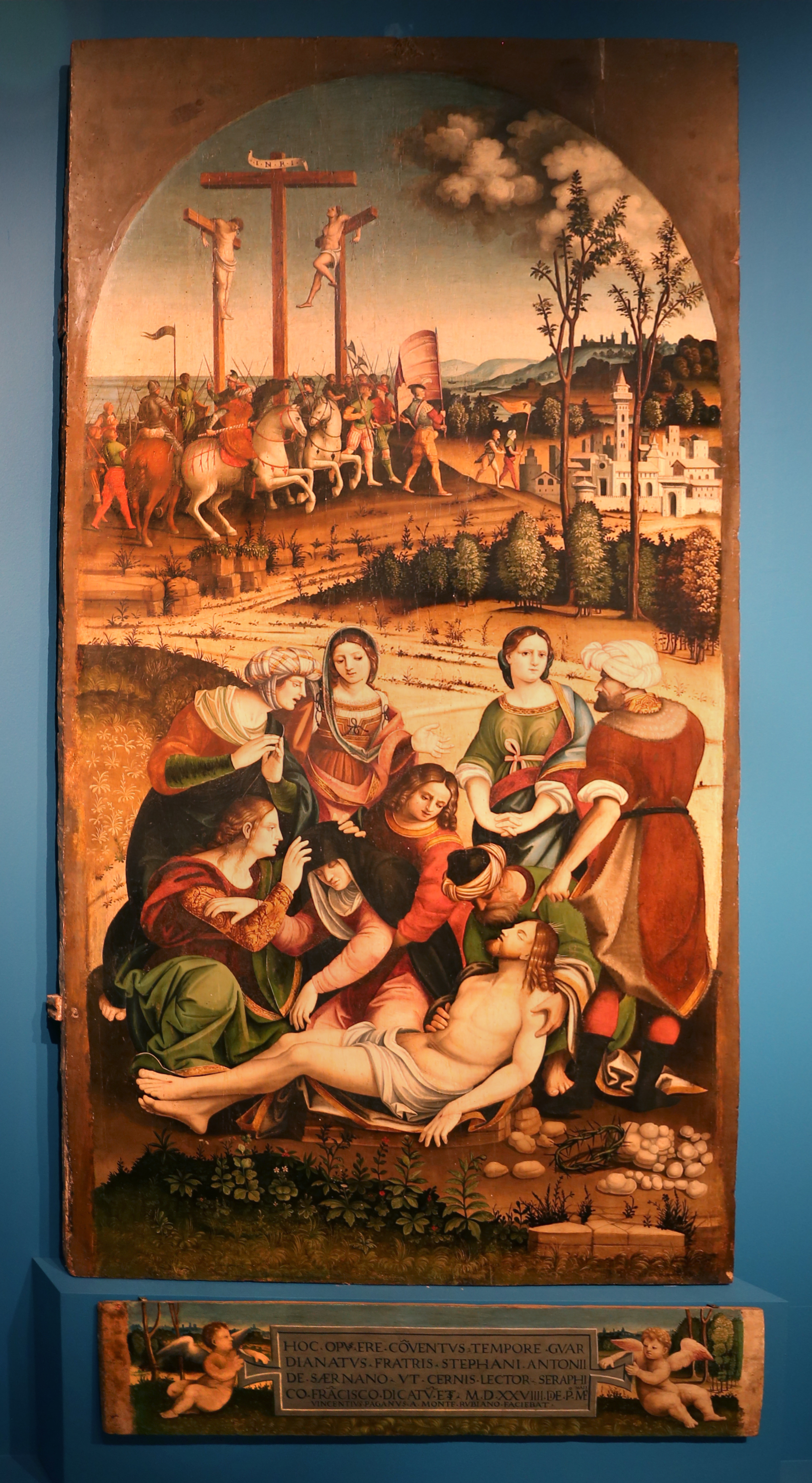
Déposition, Vincenzo Pagani, 1529
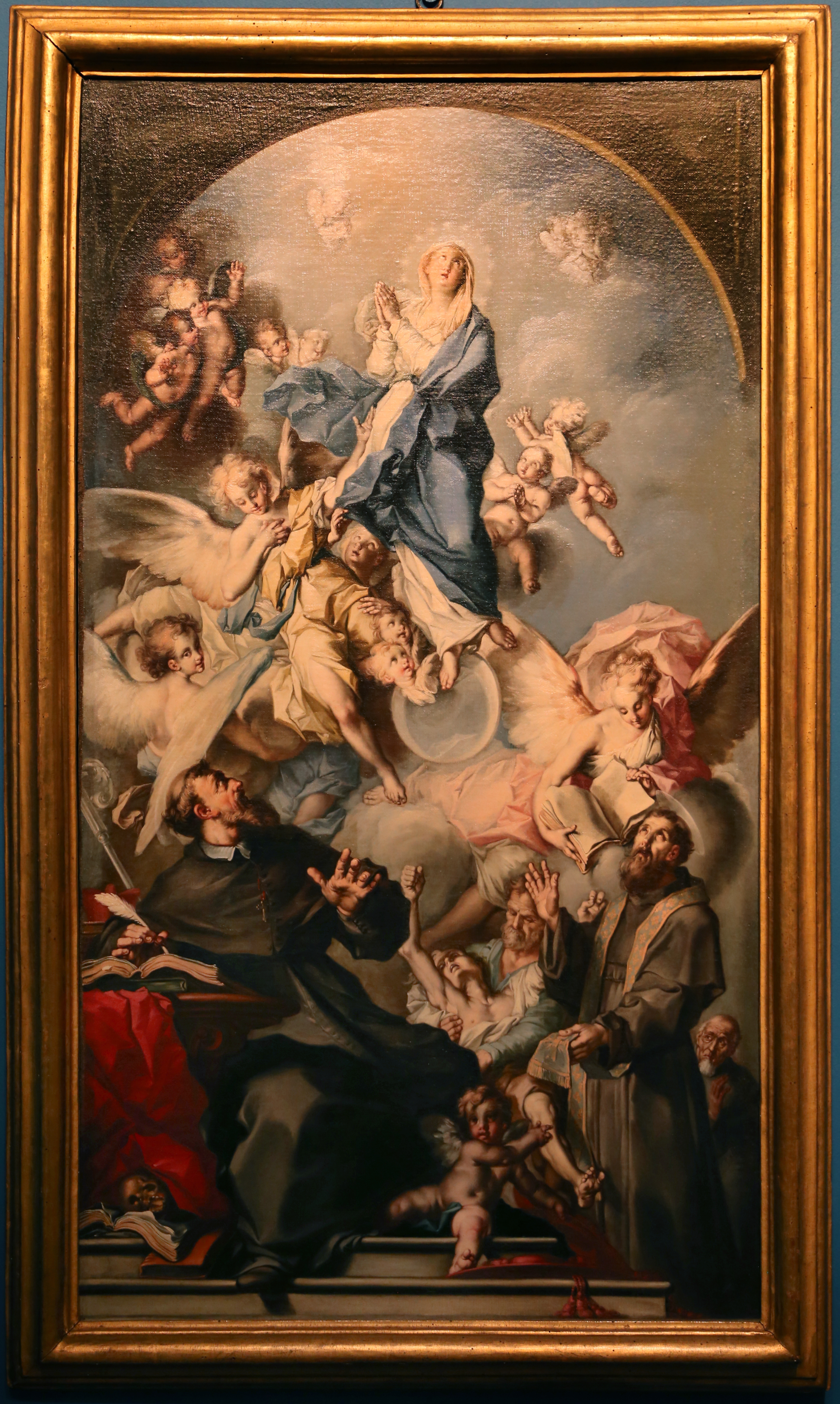
Immaculée et saint Bonaventure. 1724, Ignazio Stern
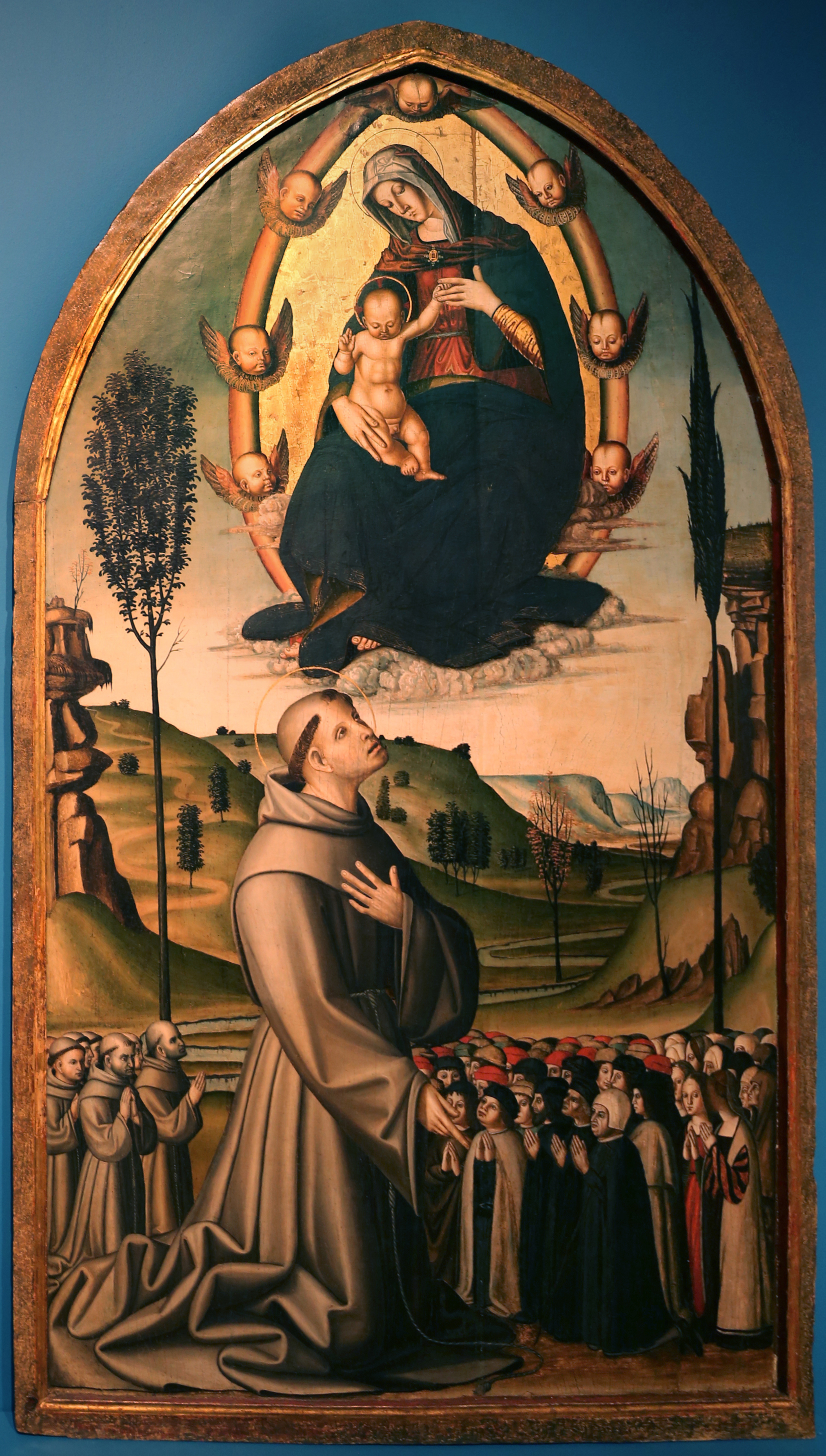
Madone à l’Enfant avec saint François en prière, Marchisiano di Giorgio,1500.

## Personnalités liées à la commune
- Ugolino da Brunforte (ou Ugolino da Montegiorgio, Ugolino Boniscambi), frère mineur et auteur des célèbres Fioretti de saint François d’Assise.
- Rinaldo da Brunforte, père d’Ugolino da Brunforte, et de la famille de Mathilde de Toscane, était seigneur de Sarnano.

## Administration

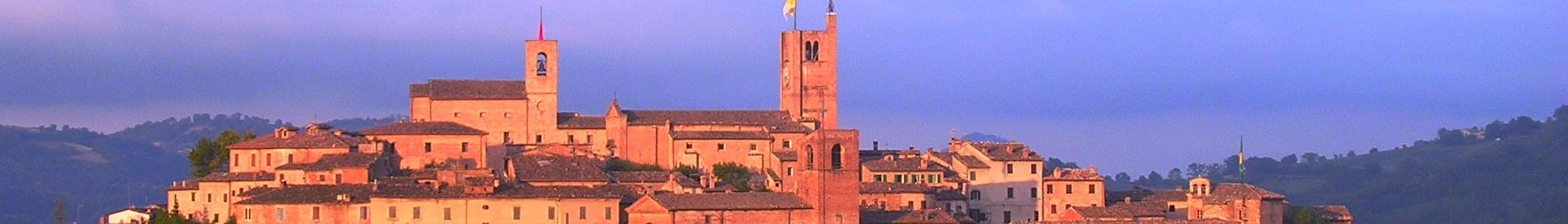

| Période                                  | Période  | Identité         | Étiquette     | Qualité |
| ---------------------------------------- | -------- | ---------------- | ------------- | ------- |
| 14 juin 2004                             | 2009     | Federico Marconi | Centro-Destra |         |
| 8 juin 2009                              | En cours | Franco Ceregioli |               |         |
| Les données manquantes sont à compléter. |          |                  |               |         |

### Hameaux
Brilli, Cadiciotto, Campanotico, Cannavina, Ciammartino, Coldipastine Colleciccangelo, Colmorello, Fontemarta, Grassetti, Grisciotti, Marinaccio, Marinella, Molliconi, Morelli, Mucchi, Palura, Pietramanuccia, Rinci, Romani, Sabbioni, San Rocco - Taliani, Boccadicane, Cardagnano, Casale, Case Rosse, Grazie, Pianello, Piano, Picarelli, Poggio, Sassetto, Valcajano, Vecciola, Colle, Afoco, Borghetti, Callarella, Carsoducci, Gabba, Gabella Nuova, San Cassiano, Terro, Cese, Coste, Giampereto, Margani - Nocelleto, Piobbico, Sassotetto, Stinco, Nucleo Speciale Hotel Hermitage, Bisio, Col di Bisio, Fontanelle, Gattari, Mazzanti, Migliarucci, Pianelle, Piani di Tenna, Servigliani, Schito, Speciale Monte Berro

### Communes limitrophes
Acquacanina, Amandola, Bolognola, Fiastra, Gualdo, Montefortino, San Ginesio

### Évolution démographique
Habitants recensés

## Sports
La station de ski de Sassotetto, sur la commune de Sarnano, devait constituer l'arrivée de la cinquième étape de Tirreno-Adriatico 2023, à 1 465 m d'altitude. Cependant, en raison d'un vent fort, la montée finale fut raccourcie de 2,5 km et l'arrivée fut fixée à 1 286 m d'altitude. Primož Roglič s'imposait devant les autres favoris, endossant par la même occasion le maillot bleu.